# M/S Stena Superfast VII
M/S Stena Superfast VII är en snabbfärja ägd av Stena Line.

## Historia
Levererad 2001 för Superfast Ferries och linjen Hangö-Rostock. Efter Tallinks köp av Superfast Ferries Östersjöverksamhet 2006 flyttas fartyget till linjen Helsingfors - Tallinn - Rostock. I augusti 2011 upphör trafiken och fartyget chartras ut till Stena Line. Såld till Stena Line den 14 december 2017.

## Tekniska data
- Byggd 2001 av Howaltswerke Deutsche Werft AG, Kiel, Tyskland. Varvsnummer. 357.
- Dimensioner. 203,90 x 25,00 x 6,60 m. GT/ DWT. 30285/ 5915.
- Maskineri. Fyra Wärtsilä-Sulzer 12ZAV40S dieslar. Effekt. 46000 kW. Knop. 28,9.
- Passagerare. 626. Hyttplatser. 626.
- Bilar. 661.
- Lastmeter. 1891 meter.

## Systerfartyg
- M/S Stena Superfast VIII
- M/S Atlantic Vision
- M/S SeaFrance Molière